# Olympus Range
Die Olympus Range (deutsch  Olympus-Gebirge) ist ein Gebirge in der Antarktis.

## Lage
Es liegt zwischen Victoria Valley  und dem McKelvey Valley im Norden und dem Wright Valley im Süden, im Gebiet der Antarktischen Trockentäler in Viktorialand. Der Gebirgszug erstreckt sich von der Hochebene des Viktorialands im Westen bis zum McMurdo-Sund im Osten. Er ist ca. 75 km lang, an der breitesten Stelle etwa 11 km breit. Seine mittleren Höhen bewegen sich um etwa 1.300 bis 1.600 m. Die Bergkette wird etwa mittig vom 600 m  hohen Bull-Pass durchschnitten. Die Olympus Range ist Teil des Transantarktischen Gebirges. Teilnehmer einer von 1958 bis 1959 dauernden Kampagne im Rahmen der Victoria University’s Antarctic Expeditions, die das Gebiet gleichfalls kartierten, benannten es nach dem Sitz der Götter der griechischen Mythologie.

## Berge, Bergkämme und Hochplateaus
- Mount Aeolus (2200 m)
- Mount Hercules (2200 m)
- Mount Boreas (2180 m)
- Mount Dido (2070 m)
- Mount Circe (>2000 m)
- Mount Cassidy (1917 m)
- Apollo Peak (1900 m)
- Prentice-Plateau (1850 m)
- Mount Theseus (1830 m)
- Mount Thrace (1800 m)
- Mount Peleus (1790 m)
- Wrenn Peak (1750 m)
- Mount Helios (1650 m)
- Mount Cerberus (1600 m)
- Mount Orestes (1600 m)
- Mount Booth (1575 m)
- Mount Allen (1400 m)
- Mount Doorly (1066 m)
- Jones Terrace (>1000 m)
- Helios Ridge
- McClelland Ridge
- Nottage Ridge
- Parish Ledge (1642 m)
- Parish-Riegel
- Prospect Mesa
- Robertson Ridge

## Täler
- Argo Gully
- Baumann Valley
- Dean Cirque
- Fritsen Valley
- Glover Cirque
- Hawkins Cirque
- Kellogg Valley
- Leibert Cirque
- Malin Valley
- Pentecost Cirque
- Priscu Valley
- Sanford Valley
- Thomas Valley
- Marsh Cirque
- Murphy Valley
- Orestes Valley
- Stuiver Valley
- Virginia Valley
- Wall Valley

## Gletscher
Es fließen nur wenige Gletscher vom Olympus Range in die benachbarten Trockentäler:
- Cerberus-Gletscher
- Chinn-Gletscher
- Clark-Gletscher
- Clio-Gletscher
- Enyo-Gletscher
- Eos-Gletscher
- Nakai-Schneefeld
- Orestes-Gletscher
- Sandy Glacier

## Seen
- Poseidon Pond